# Hooky
『Hooky』（フキー）は、スペインの漫画家であるミリアム・ボナストレ・トゥールによって描かれた、ファンタジー冒険ウェブコミック。
このウェブトゥーンはリリース以来、キャラクターとアートスタイルが称賛され、好評を博している。 『Hooky』のグラフィックノベル版は、2021年10月にニューヨーク・タイムズのベストセラーリストに掲載された。

## 反応
2021年8月の時点で、『Hooky』には9,500万人のユニーク読者がおり、TikTokではハッシュタグ「#HookyCosplay」の再生数が170万回を超えている。『Hooky』の印刷版は、2021年10月のニューヨーク・タイムズのベストセラーリストのグラフィック・マンガ部門で15位にランクインした。2017年時点で、『Hooky』の読者数が最も多いのはアメリカ合衆国で、インドネシア、スペイン、メキシコ、ブラジルがそれに続く。